# Бедфорд-парк-бульвар (линия Конкорс, Ай-эн-ди)
|   |   |   |     |   |   |   |
| · | · | · | · о | · | · | · |

|   |   |   |     |   |   |   |
| · | · | · | · о | · | · | · |

«Бедфорд-парк-бульвар» (англ. Bedford Park Boulevard) — станция Нью-Йоркского метрополитена, расположенная на линии Конкорс, Ай-эн-ди. Станция находится в Бронксе, в округе Бедфорд-Парк, на пересечении Гранд-Конкорса с Бедфорд-парк-бульваром. На станции останавливаются маршруты B (в часы пик) и D (круглосуточно). Станция является северной конечной для маршрута B. Оборотный путь используется маршрутом B (в часы пик). Локальные пути используются маршрутом D (круглосуточно).
Средний путь этой станции служит для оборота тех поездов, для которых станция является северной конечной (маршрут B в часы пик). Далее к северу он превращается в два пути, уходящие налево в депо «Конкорс», а также имеет соединение с боковыми путями, продолжающими линию. К югу от станции поезд имеет возможность перейти со среднего пути на боковой или наоборот либо остаться на боковом пути, отсутствует только соединение среднего пути на станции со средним путём южнее.